# تيبي أوكا
تيبي أوكا (باليابانية: 岡 哲平) (مواليد 6 سبتمبر 2001) هو لاعب كرة قدم ياباني.

## وصلات خارجية
- تيبي أوكا على موقع رابطة كرة القدم اليابانية للمحترفين (اليابانية)
- تيبي أوكا على موقع قاعدة بيانات كرة القدم.إي يو (الإنجليزية)
- تيبي أوكا على موقع Soccerway.com (الإنجليزية)
- تيبي أوكا على موقع عالم كرة القدم.نت (الإنجليزية)